# Leszek Kołakowski
Leszek Kołakowski, né le 23 octobre 1927 à Radom (Pologne) et mort le 17 juillet 2009 à Oxford, est un philosophe, historien des idées et essayiste polonais.

## Biographie
Kolakowski naquit à Radom, durant la Seconde République de Pologne.
Après la Seconde Guerre mondiale, il étudie la philosophie à l'université de Łódź.
En 1953, il obtint le doctorat de philosophie à l'université de Varsovie avec sa thèse sur Spinoza. Il devint plus tard professeur de chaire universitaire dans le département de l'histoire de la philosophie à l'université de Varsovie entre 1959 et 1968.
Spécialiste du marxisme, Leszek Kołakowski est connu pour son Histoire du marxisme, en trois volumes, dont seuls les deux premiers ont à ce jour été traduits en français. L'ouvrage a été édité en anglais dans son intégralité par l'université d'Oxford, sous le titre Main Currents of Marxism. Il pensait en particulier que le stalinisme était la conséquence inéluctable de la mise en pratique du communisme.
Son œuvre a été couronnée par le prix européen de l'essai Charles Veillon en 1980. Il a reçu aussi le prix de la paix des libraires allemands en 1977, le prix Alexis-de-Tocqueville en 1997 et le prix Jérusalem en 2007.

## Ouvrages traduits en français
- Chrétiens sans Église : la conscience religieuse et le lien confessionnel au XVIIe siècle, Paris, Gallimard, 1969.
- L'Esprit révolutionnaire ; (suivi de) Marxisme, utopie et anti-utopie, Bruxelles, Éditions Complexe, 1978.
- La Philosophie positiviste, Paris, Denoël, 1978.
- Philosophie de la religion, Paris, Fayard, 1985.
- Le Village introuvable, Bruxelles, Éditions Complexe, 1986.
- Histoire du marxisme, Paris, Fayard, 1987 (seuls les deux premiers volumes ont été traduits : l'édition intégrale des trois tomes est disponible en anglais sous le titre Main currents of marxism)
  -     - I) Les Fondateurs, Marx, Engels et leurs prédécesseurs ;
    - II) L'âge d'or de Kautsky à Lénine.
- Horreur métaphysique, Paris, Payot, 1989.
- Husserl et la recherche de la certitude, Lausanne, L'Âge d'Homme, 1991.
- Dieu ne nous doit rien : brève remarque sur la religion de Pascal et l'esprit du jansénisme, Paris, Albin Michel, 1997.
- Petite philosophie de la vie quotidienne, Monaco, Éditions du Rocher, 2001.
- La Clef céleste ou Récits édifiants de l'histoire sainte réunis pour l'instruction et l'avertissement, Bayard, 2004.
- Treize contes du Royaume de Lailonie, Éditions de l'Aire, 2015.
- Comment être socialiste + conservateur + libéral. Credo, Paris, Éditions Les Belles Lettres, 2017.